# 天音優希
天音 優希（あまね ゆうき）は、日本の文筆家。「ライフ・エスティーム」を理念として、一人一人の生命の尊厳を輝かせることをテーマにした活動を行っている。著作として哲学エッセイ及び漫画原作が刊行されている。LINE BLOG公式ブロガー（文化人枠）。

## 概要
二種の神秘体験を元に、ノンデュアリティや存在の奇跡という至高理念に基づいた人生哲学を著す。ニュートラルな普遍性を軸に、一人ひとりのかけがえのなさ、生の輝きと尊厳を問いかけている。

## 著書
- 『泉の真実』 文芸社 ISBN 978-4286092348
- 『ハートへの哲学』 ナチュラルスピリット ISBN 978-4864512046
- 『引き寄せからハートへ～自分という幸せを生きるために～』 ナチュラルスピリット ISBN 978-4864512480